# Pave Urban 5.
Urban 5. (født Guillaume de Grimoard omkring 1310 i Grisac, død 19. december 1370 i Avignon) var pave fra 28. september 1362 frem til sin død.
Grimoard var benediktinermunk, og han holdt en simpel livsstil også efter at være blevet valgt til pave. Han var prior for Chirac-abbediet og pavelig legat i Napoli, abbed for klosteret Saint Germaine af Auxerre i Auxerre og Saint-Victor abbediet i Marseille. I 1342 erhvervede han doktorgraden efter studier af teologi ved universiteterne i Toulouse, Montpellier, Paris og Avignon, og efterfølgende var han ansat som professor i Toulouse, Montpellier og Paris.
Pave Urban boede i Avignon under Avignon-pavedømmet. I sin regeringstid deltog han i en række italienske og europæiske politiske disputter. I 1367 tog han til Rom, overtalt af Birgitta af Sverige, Petrarca og kejser Karl 4., men efter tre år vendte han tilbage til Avignon.
Selv om han selv ikke var kardinal ved pavevalget, udnævnte han sin bror, Angelic de Grimoard, og en nevø af pave Clemens 6. til kardinaler.
Han grundlagde universiteterne i Krakow, Wien og Orléans. Under hans styre blev birgittinerordenen, grundlagt af Birgitta af Sverige, godkendt.
Urban 5. døde i 1370 efter kort tids sygdom. Han blev i 1870 erklæret salig af pave Pius 9..